# Constelația din ape
Constelația din ape (1962) este un roman science fiction, primul scris în colaborare de autorii români Romulus Bărbulescu și George Anania. El a fost publicat în numerele 174-179/1962 ale Colecției de povestiri științifico-fantastice și nu a fost reeditat ulterior în volum.

## Considerații generale

### Geneza romanului
Provocarea de a scrie despre seismologia la mare adâncime a fost lansată inițial de către Adrian Rogoz unui număr de autori printre care se număra și Ion Hobana. Acțiunea urma să se petreacă în Groapa Marianelor, unde se înregistrează cea mai mare adâncime de pe glob.
Independent de această inițiativă, Bărbulescu și Anania au început la sfârșitul anilor '50 lucrul la un roman pe această temă, pornind de la o serie de idei cuprinse într-un scenariu de film al celui dintâi și într-o schiță literară a celui de-al doilea. În munca de documentare, cei doi au fost ajutați de Mihai Băcescu, membru al Muzeului Antipa, Edmond Nicolau și o serie de oameni de știință și șefi de catedre. Munca, terminată în 1962, va fi încununată de succes, romanul beneficiind de patru referate științifice care atestau că ideile anticipative prezentate în cadrul lui erau riguros în spiritul științelor respective și având un impact semnificativ asupra cititorilor din acea perioadă.
Romanul avea să fie publicat în numerele 174-179/1962 ale CPSF, fiecare număr având un subtitlu. Chiar înainte de apariție, coperta primului număr a provocat vâlvă, cenzura crezând că erupția vulcanică din imagine ar putea reprezenta o referire la bomba atomică.
| - I - Stăpânul stihiilor - II - Un examen în taifun - III - Peștera cristalelor | - IV - Întâlnire cu Jules Verne și H. G. Wells - V - Printre siderantropi - VI - Taina mesajului cosmic |

### Istoria viitorului
Acțiunea romanului se petrece în anul 2253 (primul capitol, relatând expediția în care își găsește sfârșitul seismologul Atan Along, se desfășoară cu 58 de ani mai devreme, iar epilogul cu 6 ani mai târziu). La fel ca multe romane publicate în acea perioadă în Republica Populară Română, acesta glorifică un viitor în care întreaga omenire a ajuns să dezvolte o societate comunistă, în care fiecare om este preocupat de bunăstarea mondială, de descoperirile științifice făcute doar în scopul progresului și în care capitalismul corupt și războiul au fost eradicate.
Romanul se bazează pe ideologia comunistă și în ceea ce privește munca. Conform conceptului "omului multilateral dezvoltat", cetățenii Pământului ajung să se specializeze în cât mai multe meserii din domenii diverse, pe care ajung să le execute foarte bine. Una dintre condițiile participării la expediția "Constelația II" organizată de Igor Svetloum îl constituie practicarea în prealabil a cel puțin șase meserii diferite.
În viitorul imaginat de cei doi autori, omenirea s-a avântat în cosmos și a cucerit sistemul solar după realizarea păcii mondiale. În roman se relatează despre studiul vulcanilor de pe Venus și despre descoperirea unui element cu proprietăți speciale pe unul dintre sateliții planetei Uranus, numit oberoniu. Zborul cosmic se realizează cu ajutorul beriliului, ceea ce face ca explorarea Constelației din ape - un șir de vulcani subacvatici aparținând Cercului de foc al Pacificului - să capete o importanță crucială, datorită rezervelor din acest metal aflate acolo.
Autorii realizează o legătură peste timp între viitorul ficțional imaginat de ei și universurile a doi dintre părinții literaturii de anticipație: Jules Verne și H. G. Wells. În periplul lor subacvatic, membrii expediției ”Constelația II” găsesc dovezi ale existenței submarinului Nautilus al căpitanului Nemo, personajul evocat de scriitorul francez în romanele 20.000 de leghe sub mări și Insula misterioasă. De asemenea, găsesc ultimele însemnări ale locotenentului Elstead, protagonistul povestirii ”În abis” a scriitorului britanic.

## Intriga

Amplasarea oraşului subacvatic al luhilor, Lonlun

Seismologul Atan Along pornește într-o expediție de cercetare a vulcanilor din Cercul de Foc al Pacificului. Deși adună date extrem de prețioase pentru savanți, moare înainte de mai putea fi salvat.
Pornind de la datele culese de el se organizează expediția ”Constelația I”, care descoperă o peșteră în mijlocul unui zăcământ de beriliu aflat la 10 km sub nivelul Oceanului Pacific. Expediția nu mai revine la suprafață, în căutarea ei fiind trimis abisoscaful ”Constelația II” condus de Igor Svetloum și avându-i ca membrii pe pilotul Mircea Vrej, pe naturalistul și cineastul subacvatic Su Mima, pe geofizicianul și gravimetristul Arno Patterini, pe medicul și cosmobiologul Nyass Umbo și pe vulcanologul Doina Lan.
Cercetătorii coboară în adâncuri, străbătând trei praguri de bacterii care astupă craterul vulcanului și ajungând pe fundul unei fose în care îi găsesc pe supraviețuitorii primei expediții. Acești au devenit oaspeții unei rase extraterestre subacvatice, luhii, care au fost obligați să-și părăsească planeta de baștină și să se stabilească pe Pământ la o adâncime care să asigure presiunile necesare existenței lor. Funcționarea orașului lor este asigurată prin dirijarea magmei, dar acest proces a devenit tot mai dificil cu trecerea generațiilor, materia incandescentă mărindu-și continuu temperatura și presiunea.
Pământenii trimit la suprafață un mesaj pentru a cere construirea unor abisoscafe uriașe, necesare evacuării lumii subacvatice. Până la sosirea lor, Su Mima îi ajută pe luhi să aleagă  speciile cele mai interesante de plante și animale care să fie salvate. Mircea Vrej se îndrăgostește de Inna, fata lui Svetloum și participantă la expediția ”Constelația I”, în timp ce între Patterini și copiii luhilor se leagă o relație strânsă.
În  cele din urmă magma scapă de sub control și toate eforturile combinate ale oamenilor, luhilor și ale roboților acestora par sortite eșecului. Ajutorul de la suprafață sosește în ultima clipă. Operațiunea de evacuare e încununată de succes, dar se soldează cu numeroase victime în rândul oamenilor și a luhilor. În final, Mircea Vrej și Inna se căsătoresc, iar luhii iau legătura cu un alt grup care părăsise planeta lor de baștină.

### Capitolele romanului
| - Capitolul I - Căpitanul Pitt - Capitolul II - Ultimul spectacol - Capitolul III - Orașul Caselor Conice - Capitolul IV - Seismologul Atan Along - Capitolul V - „Stăpânul stihiilor” - Capitolul VI - Un articol alarmant - Capitolul VII - Cei șase - Capitolul VIII - Universul tăcerii - Capitolul IX - Lanțul surprizelor - Capitolul X – Taina destrămată | - Capitolul XI - Focul adâncurilor - Capitolul XII - Siderantropii - Capitolul XIII - Două lumi... - Capitolul XIV - Întâlnire cu Jules Verne și H. G. Wells - Capitolul XV - Vânătoarea lui Su Mima - Capitolul XVI - Noul basm de totdeauna - Capitolul XVII - O incursiune științifică - Capitolul XVIII - În luptă cu moartea - Capitolul XIX - Epopeea ultimelor ore Epilog |

## Lista personajelor

### Membrii expedițieiConstelația II
- Mircea Vrej - pilot, tehnomecanic și actor
- Igor Svetloum - organizatorul și conducătorul expediției, supranumit Stăpânul stihiilor
- Su Mima1 - naturalist chinez, telecinereporter și cineast subacvatic, pasionat vânător subacvatic
- Arno Patterini - geofizician și gravimetrist
- Nyass Umbo - medic, psihiatru și cosmobiolog
- Doina Lan – vulcanolog

1  În primul fascicul numele său este ortografiat Su Mi-ma și este japonez, dar scriitorii au trebuit să îi schimbe naționalitatea din cauza problemelor diplomatice apărute în acel moment între România și Japonia.

### Membrii expedițieiConstelația I
- Sinii Teci - conducătorul expediției
- Hans Aal - mineralog
- George Lan - medic, fratele Doinei Lan
- Inna Svetloum - fiica lui Igor Svetloum

### Luhii (siderantropii)
- Pöyk - savant și președinte al Consiliului științific
- Hoar - constructor
- Vuys - inginer
- Lulh - profesoară, viitoare soție a lui Vuys
- Arh - copil
- Flyh – conducătorul echipelor de salvare
- Huyh – fratele lui Vuys

### Roboții
- V.K.R.-1
- V.K.R.-10
- V.K.R.-16
- V.K.R.-88

### Alte personaje
- Atan Along - seismolog care a decedat culegând date din mijlocul unei erupții desfășurate în Cercul de foc al Pacificului
- Căpitanul Pitt - comandant al navei Buru care a încercat să îl salveze pe Atan Along
- Ada Patterini - soția lui Arno
- Nicol Patterini - unul dintre copiii lui Arno și ai Adei
- Anda – prietena și viitoarea soție a lui Su Mima
- Directorul teatrului
- Secretarul ziarului
- Colaboratorul ziarului
- Dana Dinn - șefă de salon pe nava de pasageri Planetar 5